# Wang Xiaozhu
Wang Xiaozhu (chinesisch 王小竹; * 15. Mai 1973) ist eine ehemalige chinesische Bogenschützin.

## Karriere
Wang Xiaozhu nahm an den Olympischen Sommerspielen 1992 in Barcelona teil. Dort gelang es ihr im Mannschaftswettkampf mit Wang Hong und Ma Xiangjun die Silbermedaille zu gewinnen. Im Einzel verlor sie den Wettkampf um Bronze gegen Natalia Valeeva aus dem Vereinten Team und wurde somit Vierte. Ein Jahr später konnte sie bei den Weltmeisterschaften die Bronzemedaille mit der Mannschaft gewinnen. Es folgte ein Goldmedaillengewinn bei den Asienspielen 1994 in Hiroshima, eine zweite Olympiateilnahme 1996, allerdings ohne Medaillengewinn, sowie eine weitere Silbermedaille bei den Asienspielen 1998 in Bangkok.